# Supplementum Epigraphicum Graecum
Das Supplementum Epigraphicum Graecum (abgekürzt SEG) ist eine in Jahresbänden erscheinende Sammlung neu publizierter antiker griechischer Inschriften.
Es wurde 1923 von Jacobus Johannes Ewoud Hondius begründet und in Zusammenarbeit mit zahlreichen weiteren Epigraphikern herausgegeben. 1950 übernahm nach dem Tod von Hondius Arthur Geoffrey Woodhead die Herausgeberschaft. Bis 1971 erschienen 25 Bände.
Nach einer Unterbrechung wurde 1979 die Veröffentlichung wieder aufgenommen. Herausgeber waren jetzt Henri Willy Pleket und Ronald S. Stroud. Aktuell (Stand 2018) wird das SEG von Angelos Chaniotis, Thomas Corsten, Nikolaos Papazarkadas und Eftychia Stavrianopoulou herausgegeben.
Das SEG ist geographisch geordnet und druckt die in Zeitschriften oder Sammelbänden verstreut publizierten Inschriften (bis zum 8. Jahrhundert n. Chr.) zusammen mit einem knappen Kommentar ab. Darüber hinaus werden weitere Publikationen zur griechischen Epigraphik kurz referiert. Das SEG erfüllt damit zugleich die Funktion einer Jahresbibliographie der griechischen Epigraphik und bietet eine unverzichtbare Ergänzung zu den großen geographischen oder thematischen Inschriftencorpora (dort publizierte Texte werden im Regelfall nicht aufgenommen). Jeder Band ist durch Indices erschlossen; dazu kommen in größeren Abständen separate Registerbände.
Die Jahresbände des SEG erscheinen jeweils mit einigen Jahren Verzögerung. Aktuellere Informationen, aber keine vollständigen Texte der Inschriften bietet das Bulletin épigraphique in der Revue des études grecques.